# Sande kommun
Sande kommun (norska: Sande kommune) är en kommun i landskapet Sunnmøre i Møre og Romsdal fylke i västra Norge. Kommunen omfattar ett område kring ön Sandsøya, inklusive den västra delen av ön Gurskøya, ön Kvamsøya och ett antal andra mindre öar och holmar. Centralort är tätorten Larsnes på ön Gurskøya.

## Administrativ historik
Sande kommun bildades 1867 genom en delning av Herøy kommun. 1873 överfördes ett område med 362 invånare till Herøy kommun. 1889 överfördes ytterligare ett område med 119 invånare till Herøy kommun. 1905 delades Sande kommun och Rovde kommun bildades.
1964 delades Rovde kommun mellan Sande kommun och Vanylvens kommun samtidigt som ett område med 25 invånare överfördes från Herøy kommun.
2002 överfördes den tidigare fastlandsdelen av Sande kommun, området motsvarande Årams socken på halvön mellom Vanylvsfjorden og Syvdefjorden, till Vanylvens kommun.

## Tätorter
I Sande kommun finns tre tätorter:
- Gjerde
- Haugsbygda
- Larsnes (centralort)

## Socknar
Inom Norska kyrkan är Sande kommun sedan gränsregleringen 2002 indelad i två socknar:
- Gurskens socken
- Sande socken

Socknarna ingår i Søre Sunnmøre prosteri i Møre stift.

## Kända personer
- Bjartmar Gjerde, (1931– ), journalist, politiker
- Jan Åge Fjørtoft, (1967– ), fotbollsspelare

## Bilder

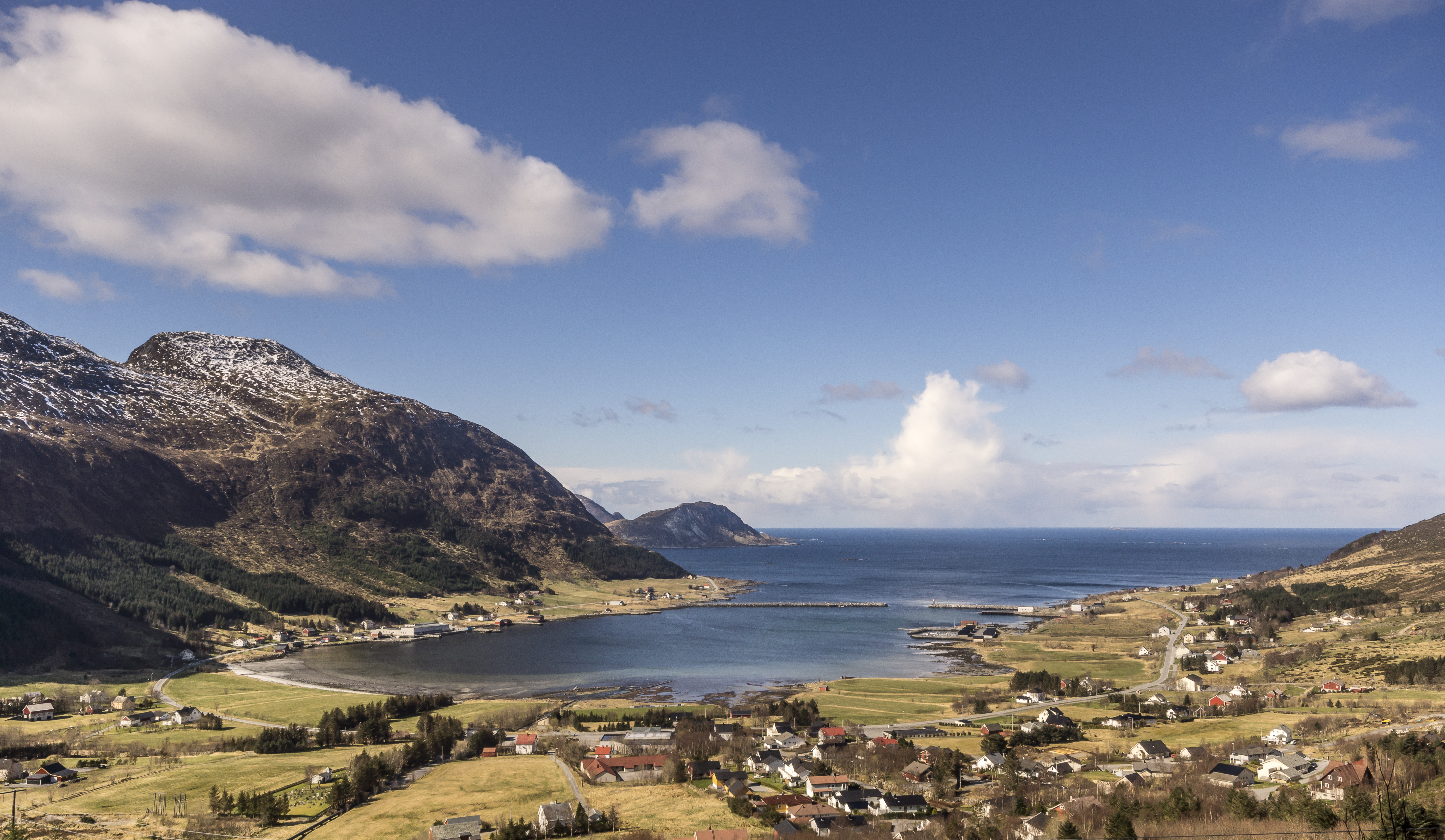
Gjerde.
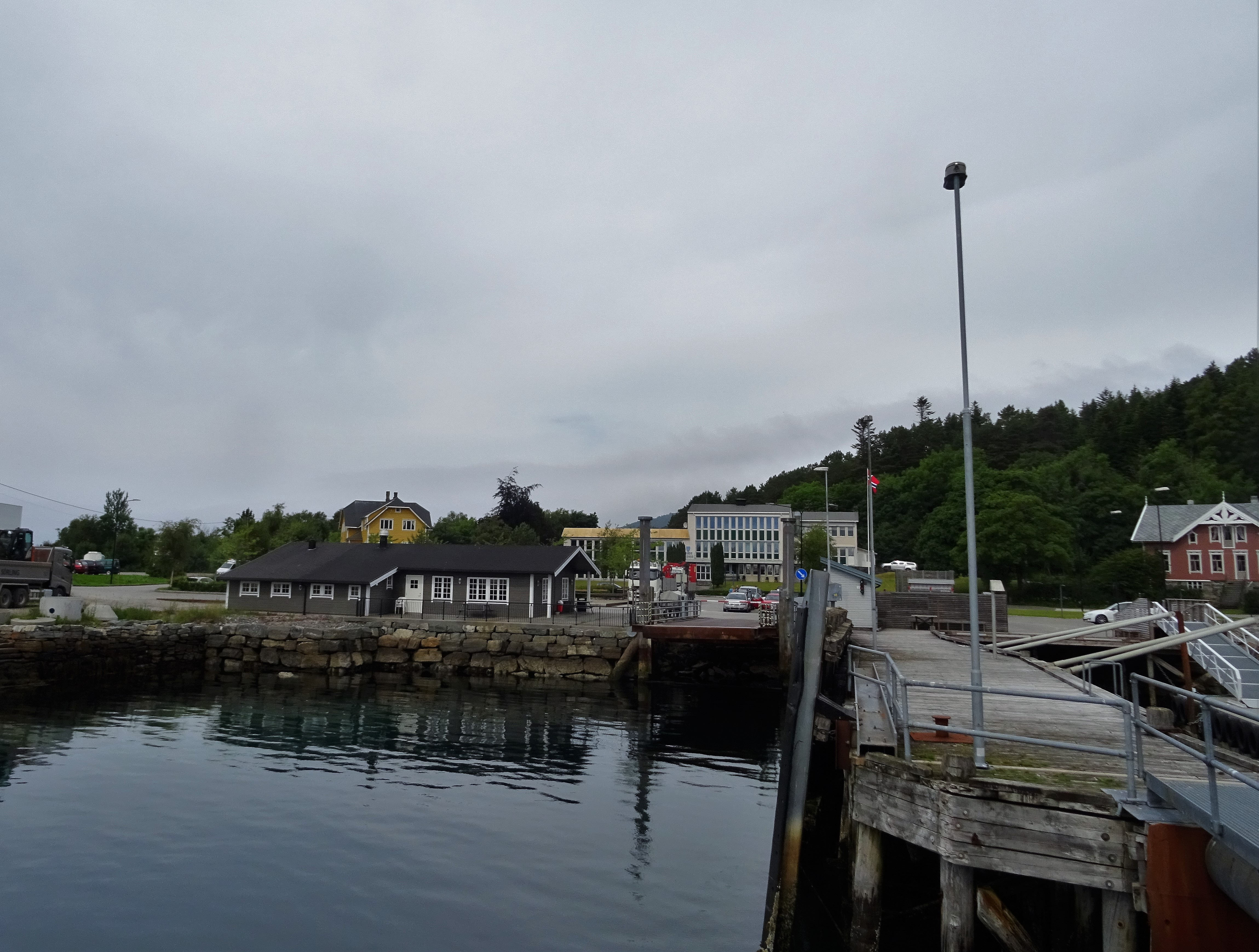
Larsnes.
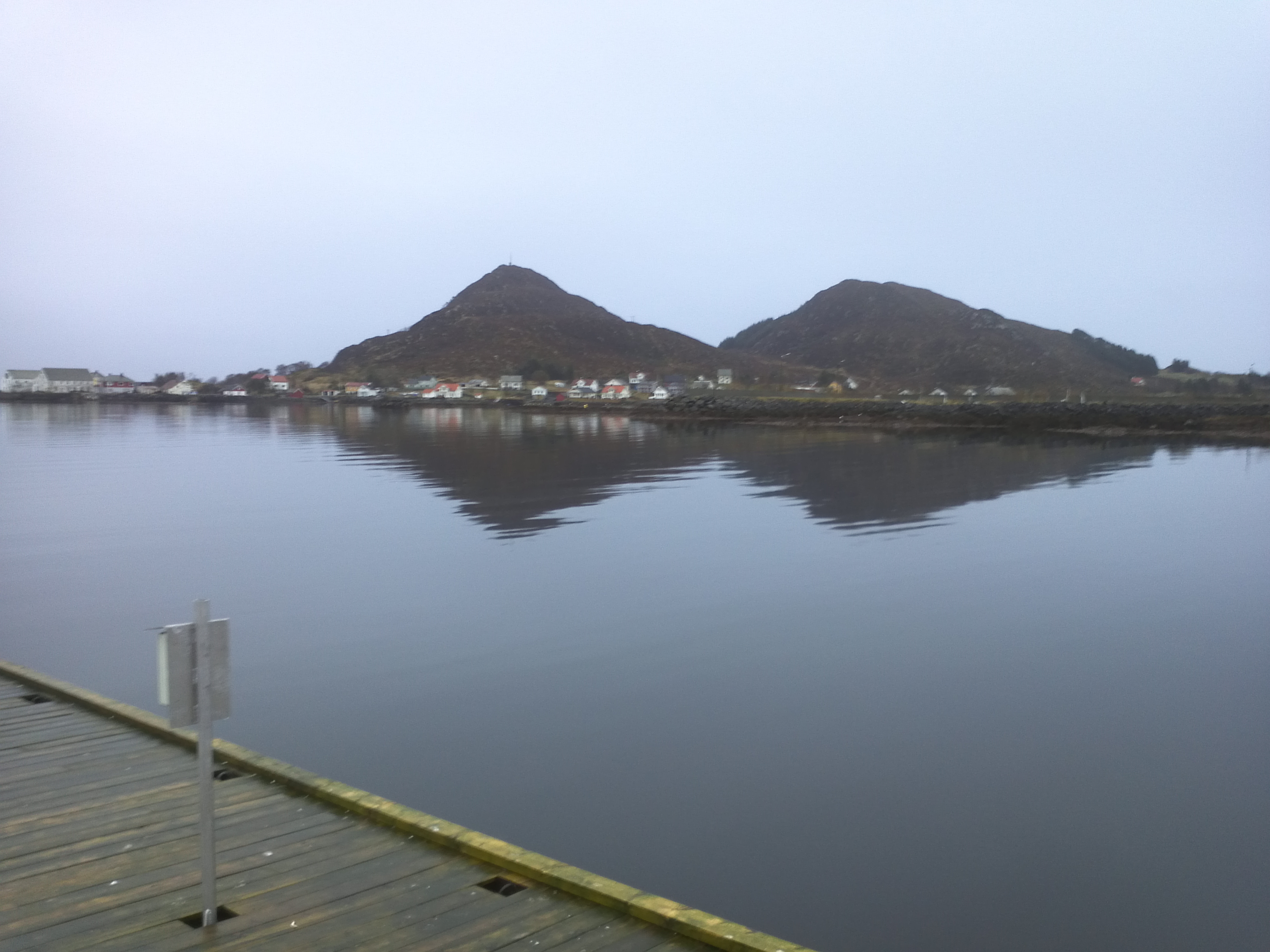
Sandshamn.
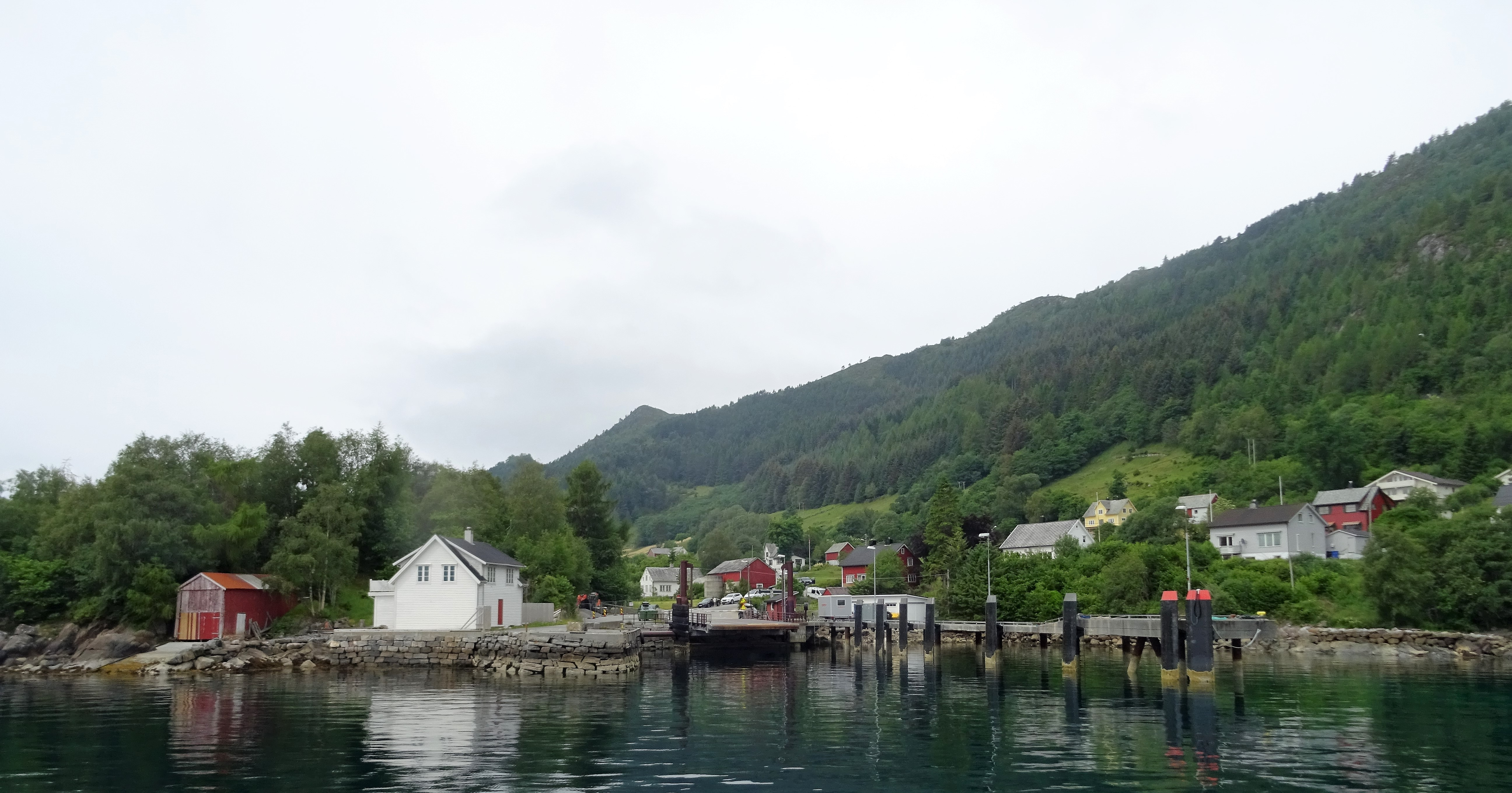
Årvika.